# Ursa Major (nave)
L'Ursa Major (in russo Урса Майор?), già Scan Britania (2009-2010), Hyundai Britania (2010-2011), Eit Palmina (2011-2017) e Sparta III (2017-2021), è stata una nave da carico impiegata dal 2017 dall'azienda statale russa Oboronlogistika.

## Storia
La nave è stata varata nel 2009 presso il cantiere Peene-Werft di Wolgast in Germania col nome di Scan Britania, venendo registrata presso il porto di Douglas sull'Isola di Man. Nel 2010 ha cambiato nome in Hyundai Britania e poi nel 2011 in Eit Palmina in seguito all'acquisto da parte dell'azienda antiguo-barbudiana EIT European Investment & Trading.
Nel 2017 la nave è stata acquistata dall'azienda russa Oboronlogistika (OBL), impegnata nel trasporto merci per conto del Ministero della difesa russo, venendo ribattezzata in Sparta III. Dopo l'acquisto la nave è stata registrata brevemente nel porto di Belize e poi nel porto russo di Novorossijsk, venendo definita come la nave ammiraglia della flotta di OBL.
Sotto la proprietà russa la nave è stata impiegata sul cosiddetto Syrian Express tra la base navale russa di Tartus in Siria e i porti russi per il trasporto di armamenti. Per questa ragione la nave è stata oggetto di sanzioni internazionali in seguito all'invasione russa dell'Ucraina del 2022.
Nel 2020 la nave si è incagliata nel ghiaccio del mare di Kara nei pressi della foce del fiume Enisej. Per disincagliarla è stato inizialmente impiegato il rimorchiatore rompighiaccio Kigoriak ma successivamente è stato necessario l'utilizzo dei rompighiaccio Vajgač e Admiral Makarov di Atomflot; la nave, trasportata da un rimorchiatore ad Arcangelo, ha riportato alcuni danni alla trasmissione.
L'11 dicembre 2024 la nave è partita dal porto di San Pietroburgo verso il porto di Vladivostok con un carico di due gru portuali e due portelli per un costruendo rompighiaccio nucleare con la previsione di arrivare a destinazione entro il 22 gennaio 2025. Alle 23:22 del 23 dicembre 2024 la nave è affondata a 70 miglia a sud di Cartagena nelle acque internazionali del mar Mediterraneo in seguito ad un'esplosione avvenuta nella sala macchine. 14 dei 16 membri dell'equipaggio sono stati trasportati al porto di Cartagena dal Salvamento Marítimo spagnolo mentre due membri dell'equipaggio sono stati dichiarati dispersi. Secondo alcune fonti la nave era in realtà diretta a Tartus, in Siria, per evacuare le attrezzature russe nelle basi militari di Tartus e Chmejmim in seguito alla formazione del Governo provvisorio siriano.